# Szczęście (album Hanny Rek)
Szczęście - drugi album kompilacyjny Hanny Rek wydany w formie płyty CD przez Polskie Nagrania w 2003 roku. Płyta zawierała archiwalne nagrania artystki z lat 1960 - 1964.

## Lista utworów
1. Ja mam szczęście do wszystkiego (Lucjan Marian Kaszycki - Agnieszka Osiecka)
2. Augustowskie noce (Franciszka Leszczyńska - Zbigniew Zapert, Andrzej Tylczyński)
3. Rumba z pomarańczą (Hanna Skalska - Helena Kołaczkowska)
4. Szczęście (Manos Hadjiadakis - Ola Obarska)
5. Złoty pierścionek (Jerzy Wasowski - Roman Sadowski)
6. W twoje ręce (Piotr Leśnica - Edward Fiszer)
7. Oczy (Jerzy Wasowski - Bronisław Brok)
8. Tipitipitipso (Heinz Gietz - Anna Jakowska)
9. Romeo (Henryk Klejne - Tadeusz Urgacz)
10. Gdy mi ciebie zabraknie (Jerzy Abratowski - Kazimierz Winkler)
11. Zakopiańska przygoda (Stefan Musiałowski - Zbigniew Zapert, Andrzej Tylczyński)
12. Czy pamiętasz ten dom (Romuald Żyliński - Jadwiga Dumnicka)
13. Złota przystań (Romuald Żyliński - Jadwiga Dumnicka)
14. Nie chcę kochać (Wiktor Kolankowski - Elżbieta Bielińska)
15. Powiedz gdzie pójdziesz nocą (Romuald Żyliński - Andrzej Bianusz)
16. Może ktoś przyjdzie (Romuald Żyliński - Jadwiga Dumnicka)
17. Spotkamy się na moście (Marek Sart - Karol Kord)
18. Znów minął lata jeden dzień (Romuald Żyliński - Zbigniew Kaszkur)
19. Piosenka Gelsominy (Adam Markiewicz - Tadeusz Urgacz)
20. Jak ty nic nie rozumiesz (Marek Sart - Jerzy Jurandot)

## Charakterystyka albumu
Album Szczęście zawiera archiwalne nagrania Hanny Rek z lat 1960-1964 dokonane w studio Polskich Nagrań w Warszawie. Utwory zamieszczone na płycie pierwotnie ukazywały się na solowych wydawnictwach Hanny Rek, oraz składankach wydawanych przez Polskie Nagrania i Pronit w postaci 10 calowych składanek, singli, czwórek, oraz płyt szelakowych. Nagrania zawarte na płycie pochodzą z różnych sesji nagraniowych, podczas których artystka zarejestrowała utwory z towarzyszeniem zarówno Orkiestry Tanecznej Polskiego Radia jak i zespołów instrumentalnych.

## Muzycy
- Hanna Rek - śpiew
- Zespół Instrumentalny Leszka Bogdanowicza (1-4)
- Zespół Instrumentalny Bogusława Klimczuka (5-12)
- Orkiestra Taneczna Polskiego Radia p/d Edwarda Czernego (13-20)

## Realizatorzy
- Rekonstrukcja nagrań - Marek Ołdak
- Redakcja - Bogdan Okulski

## Okładka
- Zdjęcia na okładce - Bogusław Wyrobek (front), Zofia Nasierowska (tył)
- Projekt graficzny - Jarosław Nowak